# Modelo de Hodgkin-Huxley

Componentes básicos de modelos do tipo Hodgkin-Huxley, representando as características biofísicas das membranas celulares.

O modelo de Hodgkin-Huxley, ou modelo baseado em condutância, é um modelo matemático que descreve como potenciais de ação nos neurônios são iniciados e propagados. É um sistema de equações diferenciais não-lineares que se aproxima das características elétricas das células excitáveis, tais como neurônios e miócitos cardíacos. O modelo é um sistema dinâmico de tempo contínuo.
Alan Lloyd Hodgkin e Andrew Huxley descreveram o modelo em 1952 para explicar os mecanismos iônicos subjacentes à iniciação e propagação dos potenciais de ação no axônio gigante de lula. Em 1963, eles receberam o Prêmio Nobel em Fisiologia ou Medicina por este trabalho.

## Componentes básicos
O modelo de Hodgkin-Huxley típico trata cada componente de uma célula excitável como um elemento elétrico. A bicapa lipídica é representada como uma capacitância ({\displaystyle C_{m}}). Canais de íons dependentes da voltagem são representados por condutâncias variáveis ({\displaystyle g_{n}}, em que {\displaystyle n} é o canal de íon específico) que variam conforme a voltagem e o tempo. Canais de vazamento são representados por uma condutância linear ({\displaystyle g_{l}} - o subscrito {\displaystyle _{l}} neste caso se refere à leakage, vazamento em inglês). Os gradiente eletroquímicos que conduzem o fluxo de íons são representados por fontes de tensão ({\displaystyle E_{n}}), determinados pela relação das concentrações intra- e extracelulares das espécies iônicas de interesse. Os canais de vazamento passivo também apresentam seu gradiente eletroquímico ({\displaystyle E_{l}}). Por fim, bombas de íons são representados pela fonte de corrente ({\displaystyle I_{p}}). O potencial da membrana é designado por {\displaystyle V_{m}}.
Matematicamente, a corrente que flui através da bicapa lipídica é descrita como
{\displaystyle I_{c}=C_{m}{\frac {{\mathrm {d} }V_{m}}{{\mathrm {d} }t}}}
e a corrente através de um dado canal de íons é o produto
{\displaystyle I_{i}={g_{n}}(V_{m}-V_{i})},
em que {\displaystyle V_{i}} é o potencial de reversão do {\displaystyle i}-ésimo canal de íon. Assim, para uma célula com canais de sódio e de potássio, a corrente total através da membrana é dada por
{\displaystyle I=C_{m}{\frac {{\mathrm {d} }V_{m}}{{\mathrm {d} }t}}+g_{K}(V_{m}-V_{K})+g_{Na}(V_{m}-V_{Na})+g_{l}(V_{m}-V_{l})},
em que {\displaystyle I} é a corrente total da membrana por unidade de área, {\displaystyle C_{m}} representa a capacitância de membrana por unidade de área, {\displaystyle g_{K}} e {\displaystyle g_{Na}} são as condutâncias de potássio e de sódio por unidade de área, respectivamente, {\displaystyle V_{K}} e {\displaystyle V_{Na}}  são os potenciais de reversão de potássio e de sódio, respectivamente, e {\displaystyle g_{l}} e {\displaystyle V_{l}}  são a condutância de vazamento por unidade de área e potencial de reversão de vazamento, respectivamente.  Os elementos dependentes do tempo desta equação são {\displaystyle V_{m}}, {\displaystyle g_{Na}}, e {\displaystyle g_{K}},  sendo que os dois últimos também dependem explicitamente da tensão {\displaystyle V_{m}}.

## Caracterização da corrente iônica
Em canais de íons dependentes da voltagem, a condutância do canal é uma função de tempo e voltagem ({\displaystyle g_{n}(t,V)}), enquanto no canal de vazamento, {\displaystyle g_{l}} é uma constante. A corrente gerada por bombas de íons é dependente das espécies iônicas específicas a essa bomba.

### Canais de íons dependentes da voltagem
Usando uma série de experimentos de grampeamento de voltagem e variando as concentrações de sódio e potássio extracelulares, Hodgkin e Huxley desenvolveram um modelo no qual as propriedades de uma célula excitável são descritas por pelo sistema de quatro equações diferenciais ordinárias
{\displaystyle {\begin{cases}I=C_{m}{\frac {{\mathrm {d} }V_{m}}{{\mathrm {d} }t}}+{\bar {g}}_{\text{K}}n^{4}(V_{m}-V_{K})+{\bar {g}}_{\text{Na}}m^{3}h(V_{m}-V_{Na})+{\bar {g}}_{l}(V_{m}-V_{l})\\{\frac {dn}{dt}}=\alpha _{n}(V_{m})(1-n)-\beta _{n}(V_{m})n\\{\frac {dm}{dt}}=\alpha _{m}(V_{m})(1-m)-\beta _{m}(V_{m})m\\{\frac {dh}{dt}}=\alpha _{h}(V_{m})(1-h)-\beta _{h}(V_{m})h\end{cases}}},
em que {\displaystyle I} é a corrente por unidade de área, e {\displaystyle \alpha _{i}} e {\displaystyle \beta _{i}} são constantes de velocidade para o canal iônico de ordem {\displaystyle i}, que dependem da voltagem, mas não do tempo. {\displaystyle {\bar {g}}_{n}} é o valor máximo da condutância. {\displaystyle n}, {\displaystyle m}, e {\displaystyle h}  são valores adimensionais entre 0 e 1 que estão associados com a ativação do canal de potássio, a ativação dos canais de sódio, e a inativação do canal de sódio, respectivamente. Para {\displaystyle p=(n,m,h)}, {\displaystyle \alpha _{p}} e {\displaystyle \beta _{p}} assumem a forma
{\displaystyle {\begin{aligned}\alpha _{p}(V_{m})&=p_{\infty }(V_{m})/\tau _{p}\\\beta _{p}(V_{m})&=(1-p_{\infty }(V_{m}))/\tau _{p}\end{aligned}}},
em que {\displaystyle p_{\infty }} e {\displaystyle (1-p_{\infty })} são os valores de estado estacionário para a ativação e inativação, respectivamente, e são geralmente representados por equações de Boltzmann como funções de {\displaystyle V_{m}}.  No artigo original por Hodgkin e Huxley, as funções {\displaystyle \alpha } e {\displaystyle \beta } são dadas por
{\displaystyle {\begin{array}{lll}\alpha _{n}(V_{m})={\frac {0.01(10-V)}{\exp {\big (}{\frac {10-V}{10}}{\big )}-1}}&\alpha _{m}(V_{m})={\frac {0.1(25-V)}{\exp {\big (}{\frac {25-V}{10}}{\big )}-1}}&\alpha _{h}(V_{m})=0.07\exp {\bigg (}-{\frac {V}{20}}{\bigg )}\\\beta _{n}(V_{m})=0.125\exp {\bigg (}-{\frac {V}{80}}{\bigg )}&\beta _{m}(V_{m})=4\exp {\bigg (}-{\frac {V}{18}}{\bigg )}&\beta _{h}(V_{m})={\frac {1}{\exp {\big (}{\frac {30-V}{10}}{\big )}+1}}\end{array}}},
em que {\displaystyle V=V_{rep}-V_{m}} denota a despolarização negativa em mV, com {\displaystyle V_{rep}} sendo o potencial de repouso do neurônio.
Em muitos programas de software atuais, modelos do tipo Hodgkin–Huxley generalizam {\displaystyle \alpha } e {\displaystyle \beta } como
{\displaystyle {\frac {A_{p}(V_{m}-B_{p})}{\exp {\big (}{\frac {V_{m}-B_{p}}{C_{p}}}{\big )}-D_{p}}}}
Para caracterizar canais dependentes da voltagem, as equações podem ser ajustadas para os dados de grampeamento de voltagem. Resumidamente, quando o potencial de membrana é mantido a um valor constante (isto é, grampeamento de voltagem), para cada valor do potencial de membrana as equações não lineares de gating reduzem a equações da forma
{\displaystyle {\begin{aligned}m(t)&=m_{0}-[(m_{0}-m_{\infty })(1-e^{-t/\tau _{m}})]\\h(t)&=h_{0}-[(h_{0}-h_{\infty })(1-e^{-t/\tau _{h}})]\\n(t)&=n_{0}-[(n_{0}-n_{\infty })(1-e^{-t/\tau _{n}})]\end{aligned}}}.
Assim, para cada valor de potencial de membrana {\displaystyle V_{m}} as correntes de sódio e de potássio podem ser descritas por
{\displaystyle {\begin{aligned}I_{\mathrm {Na} }(t)&={\bar {g}}_{\mathrm {Na} }m(V_{m})^{3}h(V_{m})(V_{m}-E_{\mathrm {Na} })\\I_{\mathrm {K} }(t)&={\bar {g}}_{\mathrm {K} }n(V_{m})^{4}(V_{m}-E_{\mathrm {K} })\end{aligned}}}.
De modo a chegar à solução completa para um potencial de ação propagado, deve-se escrever o termo da corrente {\displaystyle I} no lado esquerdo da primeira equação diferencial em termos de {\displaystyle V}, para que a equação se torne uma equação apenas da voltagem. A relação entre {\displaystyle I} e {\displaystyle V} pode ser derivada da teoria de cabos e é dada por
{\displaystyle I={\frac {a}{2R}}{\frac {\partial ^{2}V}{\partial x^{2}}}},
em que {\displaystyle a} é o raio do axônio, {\displaystyle R} é a resistência específica do axoplasma, e {\displaystyle x} é a posição ao longo da fibra nervosa. Substituir essa expressão para {\displaystyle I} transforma o conjunto original de equações em um conjunto de equações diferenciais parciais, porque a voltagem se torna uma função de ambos {\displaystyle x} e {\displaystyle t}.
O algoritmo de Levenberg–Marquardt, um algoritmo de Gauss-Newton modificado, é frequentemente usado para ajustar essas equações aos dados do grampeamento de voltagem.
Embora as experiências originais tratassem apenas os canais de sódio e de potássio, o modelo de Hodgkin-Huxley também pode ser estendido para explicar outras espécies de canais iónicos.

### Canais de vazamento
Canais de vazamento representam a permeabilidade natural da membrana a íons e tomam a forma da equação de canais dependentes da voltagem, em que a condutância {\displaystyle g_{l}} é uma constante. Dessa forma, a corrente decorrente dos canais de vazamento {\displaystyle I_{l}} é dada por {\displaystyle I_{l}=g_{l}(V_{m}-V_{l})}.

### Bombas e trocadores
O potencial de membrana depende da manutenção dos gradientes de concentração iônica através da mesma. A manutenção destes gradientes de concentração requer o transporte ativo das espécies iônicas. As bombas de sódio-potássio (Na/K) e de sódio-cálcio (Na/Ca) são as responsáveis por manter esse equilíbrio. Algumas das propriedades básicas do trocador Na/Ca são bem estabelecidas: a estequiometria de troca de Na+ para Ca2+ é de 3:1, respectivamente, e o trocador é eletrogênico e sensível à voltagem. O permutador de Na/K também foi descrito em detalhe, com uma estequiometria de 3:2 entre os íons Na+ e K+, respectivamente.

## Propriedades matemáticas
O modelo Hodgkin-Huxley pode ser pensado como um sistema de equações diferenciais com quatro variáveis de estado, {\displaystyle v(t)}, {\displaystyle m(t)}, {\displaystyle n(t)}, e {\displaystyle h(t)}, que mudam em relação ao tempo {\displaystyle t}. O sistema é de difícil estudo por ser um sistema não-linear, e não poder ser resolvido analiticamente. Porém, existem vários métodos numéricos disponíveis para analisar o sistema. A existência de certas propriedades e comportamentos gerais, como por exemplo ciclo limite, podem ser provados.

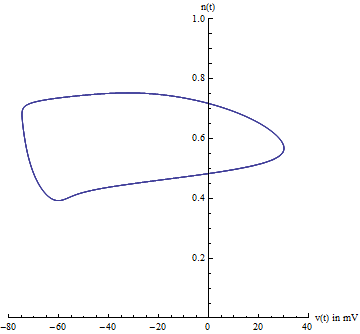
Simulação do modelo Hodgkin-Huxley em espaço de fase, em termos da voltagem e da variável de gating de potássio. A curva fechada é conhecida como ciclo limite.

### Ciclo limite
Por existirem quatro variáveis de estado, visualizar o caminho no espaço de fase pode ser difícil. Normalmente, duas variáveis são escolhidas, a voltagem {\displaystyle v(t)} e a variável de gating de potássio {\displaystyle n(t)}, que permite visualizar o ciclo limite. No entanto, é preciso ter cuidado, pois este é um método ad hoc de visualizar o sistema quadri-dimensional. Isto não prova a existência do ciclo limite.
Uma projeção melhor pode ser construída a partir da análise cuidadosa da matriz jacobiana do sistema, quando este é avaliado no ponto de equilíbrio. Especificamente, os autovalores da matriz são indicativos da existência do ciclo limite. Da mesma forma, os autovetores da matriz revelam a orientação do ciclo limite. O modelo Hodgkin-Huxley tem dois autovalores negativos e dois autovalores complexos com parte reais levemente positivas. Os autovetores associados com os dois autovalores negativos irão reduzir a zero conforme o tempo {\displaystyle t} cresce. Os dois autovetores complexos remanescentes definem o ciclo limite. Em outras palavras, o sistema quadri-dimensional colapsa em um plano bidimensional. Qualquer solução começando fora do ciclo limite irá decair em direção a ele.

A voltagem (em milivolts) do modelo Hodgkin-Huxley, em um período de 50 milisegundos. A corrente injetada varia de −5 nanoampères à 12 nanoampères. O gráfico passa por três estágios: uma fase de equilíbrio, uma fase de um disparo único e uma fase de ciclo limite.

### Bifurcação
Se a corrente injetada {\displaystyle I} for utilizada como um parâmetro de bifurcação, então o modelo de Hodgkin-Huxley passa por uma bifurcação de Hopf. Assim como a maioria dos modelos neuronais, aumentar a corrente injetada irá aumentar a razão de disparo do neurônio. Uma consequência da bifurcação de Hopf é que há uma razão mínima de disparo. Isso quer dizer que, ou o neurônio não está disparando (com uma frequência zero), ou está disparando à razão mínima de disparo. Por conta da lei do tudo-ou-nada, não há um aumento gradual na amplitude do potencial de ação, mas sim um súbito "salto". A transição resultante é conhecida como canard.

## Melhorias e modelos alternativos
O modelo de Hodgkin-Huxley é considerado uma das grandes realizações da biofísica do século 20. No entanto, os modelos do tipo Hodgkin-Huxley modernos foram aprimorados em vários aspectos importantes:
- Populações adicionais de canais iônicos têm sido incorporadas com base em dados experimentais.
- O modelo de Hodgkin-Huxley foi modificado para incorporar a teoria do estado de transição e produzir modelos de Hodgkin-Huxley termodinâmicos.[7]
- Modelos frequentemente incorporam geometrias altamente complexas de dendritos e axônios, muitas vezes com base em dados de microscopia.
- Modelos estocásticos de comportamento dos canais de íons, levando a sistemas híbridos estocásticos.[8]

Vários modelos neuronais simplificados também têm sido desenvolvidos (tal como o modelo FitzHugh-Nagumo), facilitando a simulação em larga escala eficiente dos grupos de neurônios, bem como uma visão matemática na dinâmica da geração do potencial de ação.